# 帕達尼亞足球代表隊
帕達尼亞足球代表隊是意大利北部帕達尼亞地區的一個足球代表隊。該球隊並不是FIFA和UEFA的會員，因此無法參加世界杯和歐錦賽的賽事。帕達尼亞在2008年6月成為新足球聯盟理事會的正式會員，並參加了這一年的萬歲世界杯且取得冠軍，之後更獲得萬歲世界杯的三連冠。